# آلبرتو آکواکالدا
آلبرتو آکواکالدا (۱ اوت ۱۸۹۸ – ۱۱ اوت ۱۹۲۱) یک آنارشیست و کمونیست ایتالیایی بود. او یکی از اعضای گروه مبارز ضد فاشیست آردیتی دل پوپولو بود. او در سن ۲۳ سالگی توسط پیراهن سیاه‌های فاشیستی ترور شد.

## زندگی‌نامه
او از نظر ایدئولوژیک بر اساس ایده‌های جوزپه مازینی آموزش دیده بود و یک " مداخله گر چپ " بود. از برخی یادداشت‌های استان راونا (او در ۲ اوت ۱۹۲۱ ثبت شد) او فردی صادق بود که هم در بین عموم و هم در خانواده‌اش مورد توجه قرار می‌گرفت. او از فرهنگ عالی برخودار بود و با حضور در یک مؤسسه فنی و توانایی دفاع از ایدئولوژی خود، برای معاشرت با آنارشیست‌ها و کمونیست‌ها به خوبی شناخته شده بود. در طول دوران دوساله سرخ (Biennio Rosso)، او «تبلیغات فعال» انقلابی را در منطقه راونا انجام داد و در ژانویه ۱۹۲۱ به حزب کمونیست ایتالیا پیوست. در پرونده مجدداً مشخص شده است که وی از آن پس در تمام ابتکارات حزبی شرکت کرده و مهارت‌های تشکیلاتی و رهبری خود را به نمایش گذاشته است. او به عنوان مربی و سرپرست تیم آردیتی دل پوپولو راونا منصوب شد.

### ترور
در مارس ۱۹۲۱ او آردیتی دل پوپولو را در کمپین آنها برای مقابله با حمله اسکوادری در رومانیا رهبری کرد. آکواکالدا یک روز پس از ترور سوپرمو رندی و تشکیلات فاشیستی در شهر لوگو درگذشت. او همراه با دیگر اعضای آردیتی دل پوپولو به شهر لوگوی اشغالی رفت و به دلیل خرابی ماشین مجبور به توقف شد. در حالی که آنها متوقف بودند توسط فاشیست‌ها شناسایی شدند و توسط پیراهن سیاه که تعدادشان بیشتر بود، با چوب، چاقو و اسلحه مورد حمله قرار گرفتند، آکواکالدا و سه همراهش (که یکی از آنها رودولفو سالواگیانی بود) همگی زخمی شدند. آکواکالدا دو ضربه چاقو و پنج گلوله تپانچه خورد و شب در بیمارستان لوگو (امیلیا-رومانیا) درگذشت.